# Брезовачки, Титуш
Ти́туш (Тито) Бре́зовачки (хорв. Tituš Brezovački; 4 января 1757, Загреб — 29 октября 1805, Загреб, Австрийская империя) — хорватский писатель, поэт и драматург-комедиограф эпохи Просвещения. Священник.

## Биография
Образование получил сначала в родном городе, затем в Вараждине. В 1773 году вступил в католический монашеский орден паулинов.
С 1776 года изучал теологию в Лепоглаве, затем продолжил изучать богословие в Будапеште.
В 1781 году был назначен учителем в Вараждинской школы паулинов. В 1786 году оставил орден. В дальнейшем служил священником в хорватских приходах Загреба, Раковича, Пожега, Крижевци и др. В конце жизни вернулся в Загреб, где и умер в 1805 году от лёгочной болезни.

## Творчество
Известен прежде всего своими драматургическим произведениям, которые писал, в основном, на кайкавском наречии хорватского языка. Кроме того, на немецком и латинском.
Для церковных школ Брезовачки составил агиографическую драму «Святой Алексей» («Sveti Aleksi», 1786), которая соответствовала классическим канонам драматургии. В ней представлена история сына римского сенатора Алексея.
Самое известное поэтическое произведение автора, написанная на латыни элегия «Dalmatiae, Croatiae et Slavoniae, trium sororum recursus…», в которой он яростно защищает хорватский народ и его культурную самобытность против агрессивной мадьяризации.
Наиболее известными являются его светские комедии: «Матиаш Грабанциаш—диак» (1804; с 1929 до настоящего времени идёт в переработке Т. Строцци; в русском переводе «Матвей-чародей») и «Диоген, или Слуга двух потерянных братьев» (1805; постановка 1925), сатирически изображающие мещанскую жизнь.
Комедии имеют дидактическую направленность. С помощью выходок Матиаша (созданного в традиции немецкого Гансвурста) Т. Брезовачки осуждает суеверие, как духовное наследие феодальной эпохи и сословные пороки (мошенничество ремесленников, праздность дворян) и готов простить крестьянам их невежество, но не может мириться с дворянскими привилегиями. Объектом критики становятся новомодные увлечения дворян (балы, вечеринки, карточная игра).
Другая пьеса представляет собой контаминацию сентиментального сюжета о двух братьях, которые находят друг друга, и фарсовой линии Диогена. Ловкий и сообразительный слуга Диоген выступает в роли резонера и вместе с тем является носителем интриги. В комедии показана галерея отрицательных типов: вельможа-бездельник, мошенник-управляющий, торговец-спекулянт, врач-шарлатан, невежда-цирюльник.

## Источник
- Театральная энциклопедия. Том 1/Глав. ред. С. С. Мокульский — М.: Советская энциклопедия, 1961